# Soldat
För datorspelet, se Soldat (spel)

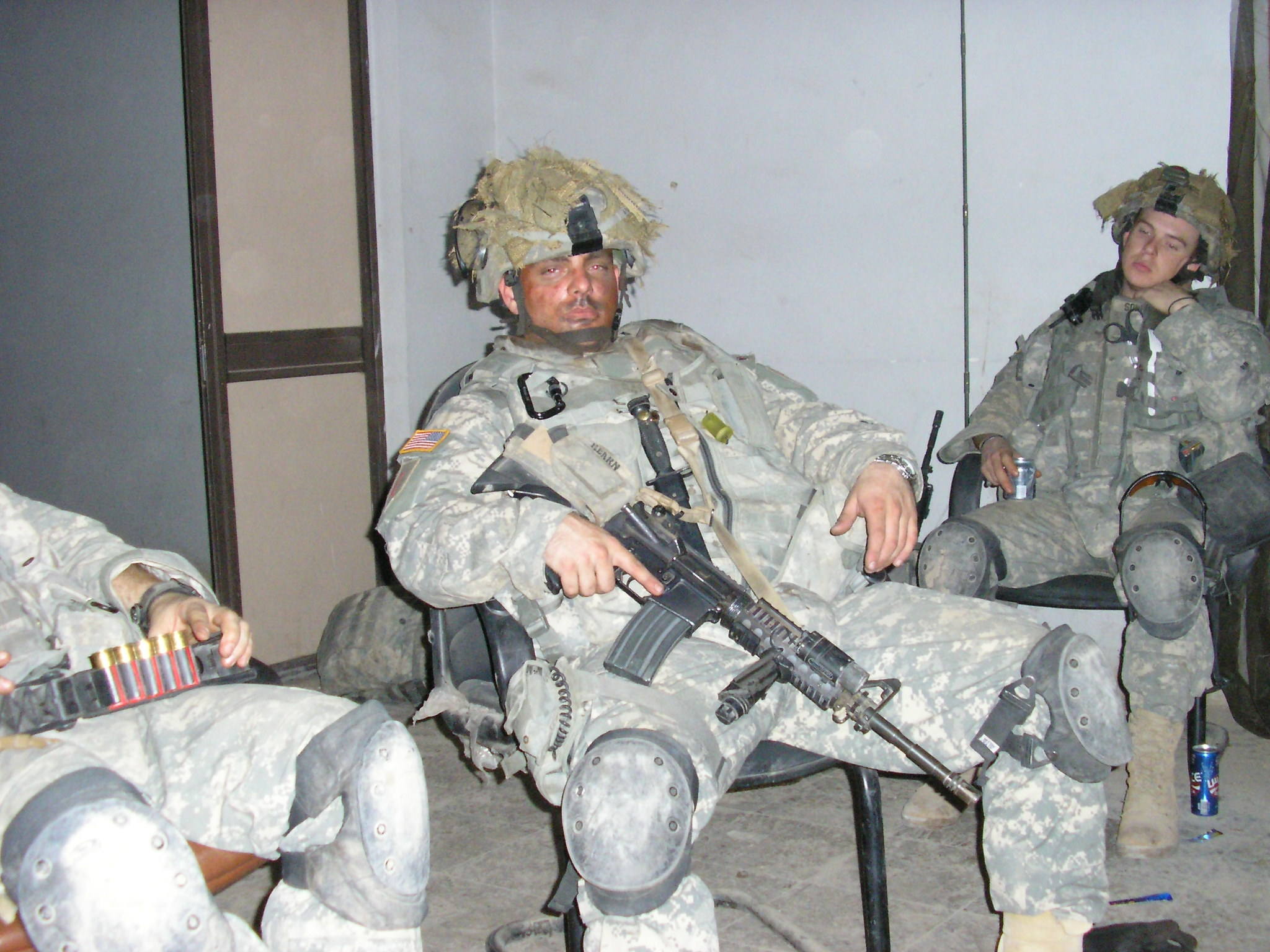
Soldater från USA:s armé i Bagdad, Irak, 2007.

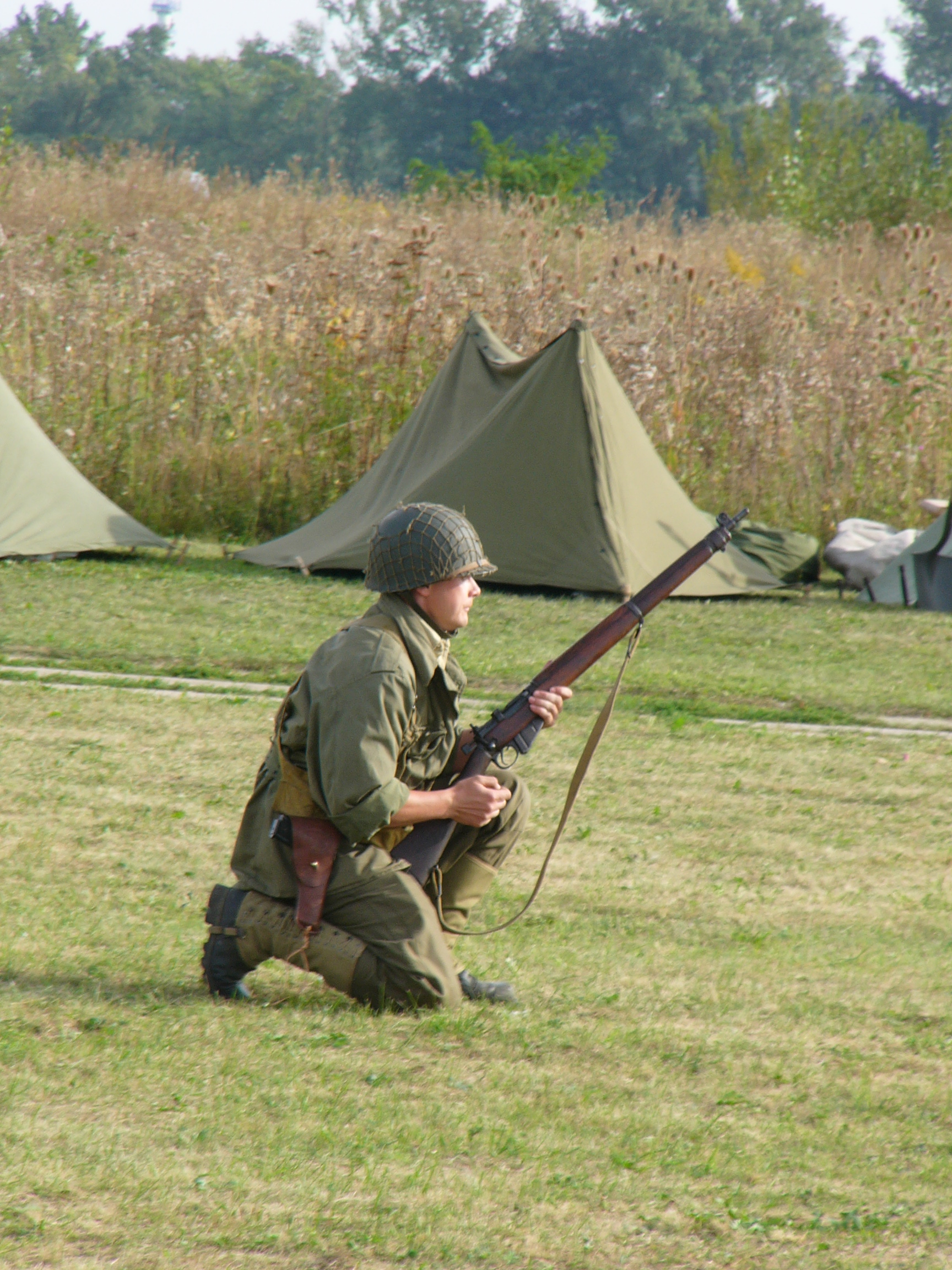
Rekonstruktion av soldat från andra världskriget.

En soldat är en enskild kombattant eller krigsman oavsett tjänstegrad, men ordet kan också syfta specifikt på en menig person som inte har någon befälsgrad. En soldat är skyldig att följa de så kallade soldatreglerna som är ett koncentrat av folkrätten i krig. Ordet soldat kommer av sold, som är den lön som soldaten uppbär.
Soldatesk är sammanrafsat, tygellöst krigsfolk.

## Typer av soldater
En särskild typ av soldat är legosoldaten, och det bör påpekas att den internationella rätten inte förbjuder enskilda att låta sig värvas av väpnade organisationer, medan svensk lag däremot förbjuder främmande makt eller annan militär intressent att bedriva rekrytering på svenskt territorium.
En annan typ av soldat är främlingslegionären. Franska främlingslegionen och spanska främlingslegionen är de enda främlingslegionerna som finns kvar i dag.
Värnpliktig och soldat är inte synonymer, emedan det förra är något som beskriver ett juridiskt förhållande till samhälle eller stat i form av en medborgerlig skyldighet att om behov uppstår ikläda sig rollen av det senare. I folkmun används dock ordet värnpliktig ofta som synonymt med den enskilda medborgaren under dennes militära grundutbildning, populärt kallat lumpen eller som att göra värnplikten, vilket även det är något missvisande.
Sjöman kallas i flottan motsvarigheten till soldat.
De som utbildas till soldater för tjänstgöring i den svenska Försvarsmakten svär inte längre någon ed eller trohet riktad mot vare sig monark eller nation, utan erinras om sina åtaganden i en uppläst så kallad soldaterinran.

## Marinsoldat

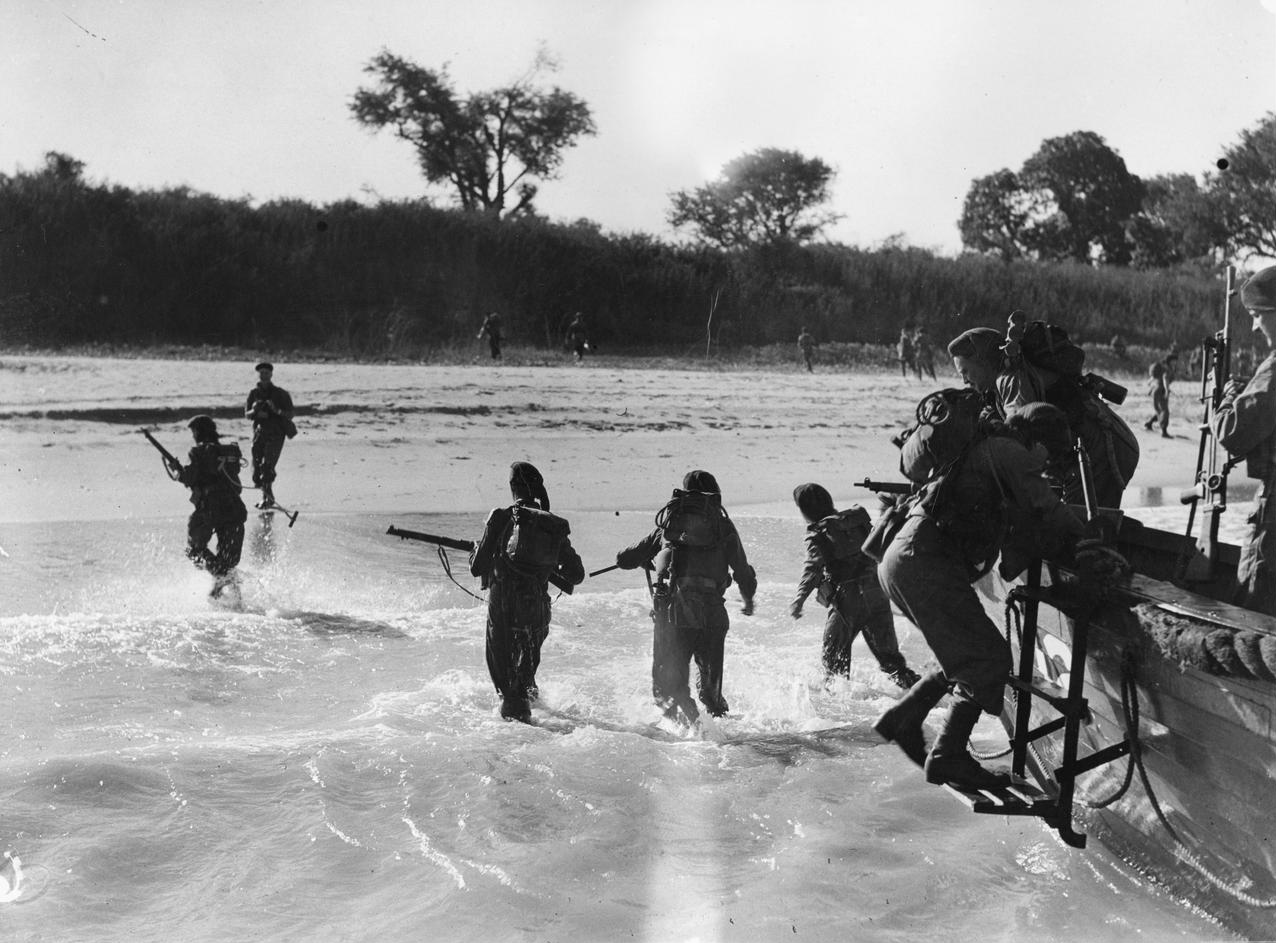
Brittiska marinsoldater i Burma 1945

En marinsoldat är från början en soldat ombord på ett örlogsfartyg (krigsfartyg), alltså inte en sjöman. När marinkårer och liknande försvarsgrenar/truppslag började sättas upp, kallades i regel manskapet där för marinsoldater. I Sverige används begreppet dock sparsamt för egna amfibie- eller kustartillerisoldater. I östblocket används ofta det i stort sett likatydande marininfanteri.
I flera länder är marinsoldaterna egna truppslag/försvarsgrenar: till exempel Storbritanniens marinkår och USA:s marinkår.
Ett kuriosum är att de brittiska marinsoldaterna av flottister skämtsamt kallades för "Lobsters", syftande på de röda rockar (färgen hos en kokt hummer) de hade förr.
Idag används marinsoldater bl.a. ombord på (större) fartyg, till exempel för bordning av främmande fartyg och för skydd av fartygen när de ligger i hamn.

## Insatssoldat
En insatssoldat är en soldat som främst är utbildad för vakt- och bevakningstjänst och i viss mån försvarsstrid. Uppgifterna består i att vakta viktiga byggnader eller anläggningar samt att godkänna eller avvisa besökare, i extrema fall att försvara objektet mot försök till intrång. De flesta insatssoldaterna får också medverka i väpnade eskorter. I fredstid gäller det främst att vakta militära anläggningar, i krigstid alla objekt som är av vital betydelse för samhället, till exempel kraftverk, vattentorn m.m. Patrullering av området till fots eller med fordon brukar också ingå. Utbildningen till bevakningssoldat innehåller färre övningar i fält än vanlig "gröntjänst". Däremot ingår en del moment som inte ingår i den vanliga utbildningen, till exempel konflikthantering.
En annan uppgift som insatssoldaten i krigstid kan ha är att vakta sambands- samt logistiktrupper. Exempel radar, sensor, stab eller underhållsplutoner. Detta gäller också andra enheter som oftast inte är direkt kontakt med fienden utan är mer utsatt för sabotage och spioneri.